# Maio Maduro Maio
Maio Maduro Maio é um EP de José Afonso, editado a partir do LP Cantigas do Maio, lançado em 1971.

## Faixas
| N.º | Título              | Compositor(es)                 | Duração |  |
| 1.  | "Maio maduro Maio"  | José Afonso                    |         |  |
| 2.  | "Milho verde"       | popular/arr. José Mário Branco |         |  |
| 3.  | "Cantar alentejano" | José Afonso                    |         |  |

## Reinterpretações
- Madredeus, no álbum Ainda
- Emmy Curl
- Mn'JAM experiment, no album Live with a Boom